# Iwona de Pétry
Iwona de Pétry właściwie Iwona Maria Petry (ur. 11 listopada 1929 w Warszawie, zm. 15 marca 2022 w Manosque w regionie Prowansja-Alpy-Lazurowe Wybrzeże we Francji) – polska aktorka dziecięca.

## Życiorys
Była córką Polaka Władysława Petry i Francuzki Zuzanny z domu Reignier. Jej rodzice, aby podkreślić francuskie korzenie swojej córki, zdecydowali, że karierę sceniczną będzie prowadzić jako Iwonka de Pétry. W 1937 roku wzięła udział w zdjęciach do filmu pt. Ty, co w Ostrej świecisz Bramie w reż. Jana Nowiny-Przybylskiego jednak po zmianach scenariusza sceny z jej udziałem zostały ostatecznie wycięte. W 1939 roku wystąpiła w filmie Przez łzy do szczęścia w reż. Jana Fethke i rola ta przyniosła jej największą rozpoznawalność. 
Podczas okupacji niemieckiej w latach 1940–1941, Iwona de Pétry występowała na deskach jawnych teatrzyków warszawskich Kometa, Nowości oraz Niebieski Motyl. W prasie określana wówczas była mianem polskiej Szirlejki. Po wojnie osiadła na stałe we Francji gdzie zmarła w 2022 (o śmierci aktorki poinformował publicysta Marek Teler).

## Filmografia
- 1937: Ty, co w Ostrej świecisz Bramie (sceny z aktorką zostały wycięte)
- 1939: Przez łzy do szczęścia – dziewczynka w sierocińcu